# VAZ 21099

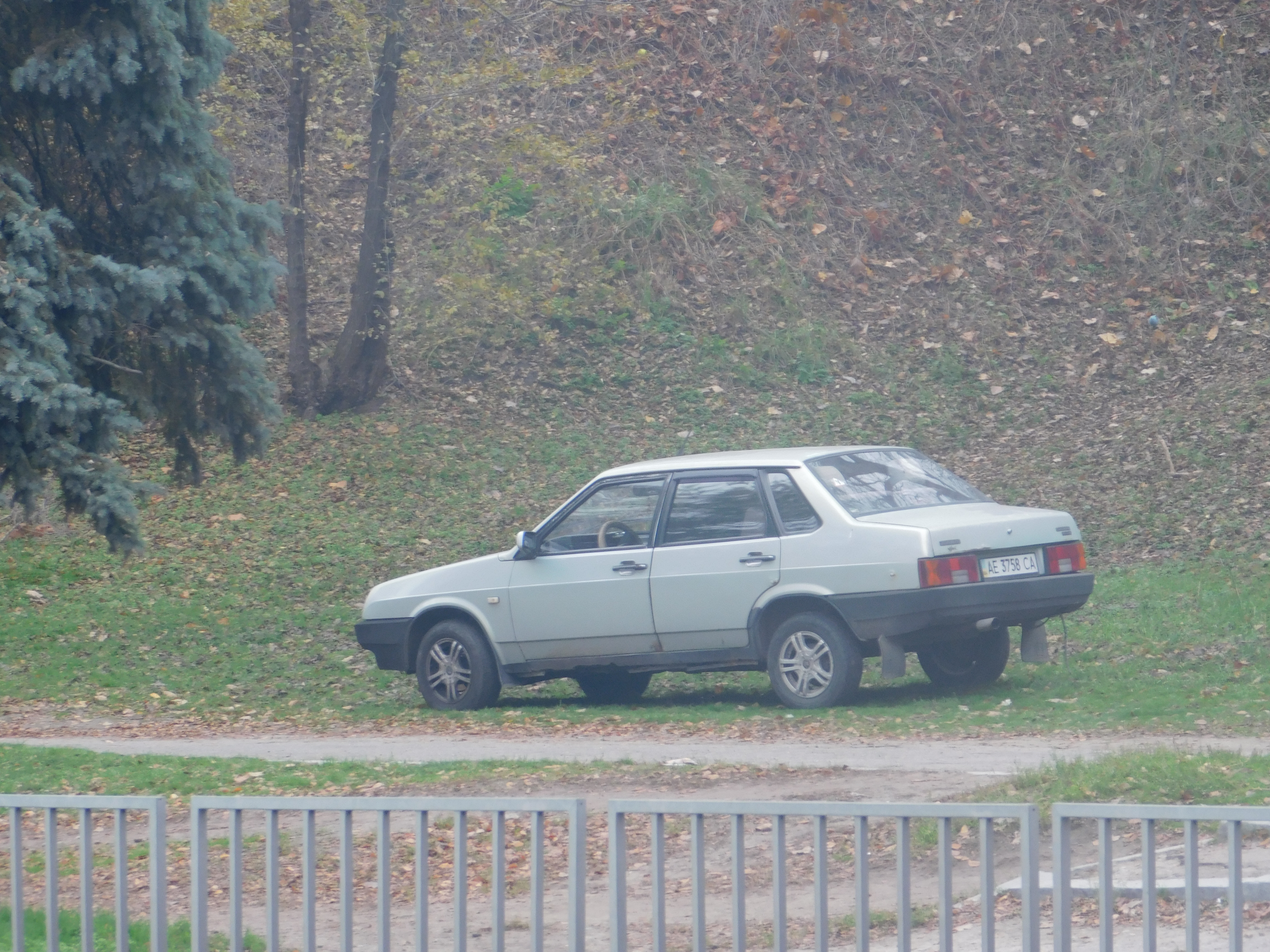

Lada Samara 21099 je automobil v provedení sedan, který byl představen v roce 1990. Výroba probíhala v automobilce AvtoVAZ, ale také na Ukrajině, kde se vyráběla ještě okolo roku 2010. Označení na západních trzích zní: Lada Forma, Lada Sagona, Lada Sable, Lada Samara Saloon.
Tříprostorový čtyřdveřový vůz VAZ-21099 byl připraven k sériové výrobě na jaře 1990. Jenže problémy s dodávkou dílů protáhly přípravy až do prosince. První sériový automobil byl vyroben 22. prosince 1990. Již od počátku výroby měl sedan oproti ostatním modelům Samara tzv. „dlouhé blatníky“ s prodlouženou kapotou. Nová byla také maska vozu. Motory o objemu 1,3 l a 1,5 l byly vybaveny jak karburátorem, tak vstřikovacím systémem, v závislosti na provedení a místě určení vozu. V nabídce byla jednu dobu také verze s pohonem všech kol (Lada Victory) a vůz s osmiválcem a turbodmychadlem Lada Sport.
Vůz se vyvážel i na západní trhy, do Německa nebo do České republiky, kde se prodalo několik stovek sedanů. Nikdy však Samara nedosáhla v prodejích tolik úspěchů, jako modely klasické konstrukce. I přes moderní konstrukci Samaru v České republice v 90. letech převálcovaly vozy 2105, 2104, 2107 vycházející z Fiatu 124.
Od roku 1997 se ve výzkumném oddělení začal vyrábět VAZ-2115, což je modernizovaná Samara sedan, pod označením Samara 2. Dne 30. června 2004 byla výroba původního sedanu ukončena. Dále pokačovala jen výroba modernizované verze. Na Ukrajině, v továrně ZAZ, však původní Samaru sedan vyráběli do konce roku 2011. Samara 2 (VAZ-2115) se přestala v AvtoVAZu vyrábět na konci roku 2012.